# Královský řád za občanské zásluhy
Královský řád za občanské zásluhy (bulharsky: Царски Орден Гражданских заслуг) bylo státní vyznamenání Bulharského knížectví a později i Bulharského carství. Založen by roku 1891 knížetem Ferdinandem I. Bulharským a udílen byl za občanské zásluhy.

## Historie
Řád byl založen bulharským knížetem Ferdinandem I. Bulharským dne 2. srpna 1891. Udílen byl občanům Bulharska i cizím státním příslušníkům za služby knížectví a později království.
Po pádu monarchie byl řád zprvu zachován i za komunistického režimu, byly z něho pouze odstraněny královské prvky. Definitivně zrušen byl v roce 1950. Po pádu komunistického režimu byl řád 13. června 2003 obnoven Bulharskou republikou.

## Insignie
Řádový odznak měl tvar bíle smaltovaného kříže, mezi jehož rameny byly zeleně smaltované dubové větvičky se zlatými a hnědě smaltovanými žaludy. Uprostřed kříže byl kulatý medailon s červeně smaltovaným pozadím. V něm byl zlatý stylizovaný monogram zakladatele řádu Ferdinanda I. Medailon byl obklopen bíle smaltovaným kruhem s nápisem за Гражданско заслуги (za občanské zásluhy). Na zadní straně byl doprava otočený lev s knížecím erbem a nápisem 2. Август • 1891 (2. srpen 1891). Nad odznakem byla koruna kulatého tvaru, která byla roku 1908 nahrazena čtvercovou carskou korunou.
Záslužný kříž byl vyroben z postříbřeného bronzu zcela bez smaltu.

Stuha byla bílá s červeným a zeleným pruhem při obou okrajích. Barvami tak odpovídala státní vlajce.

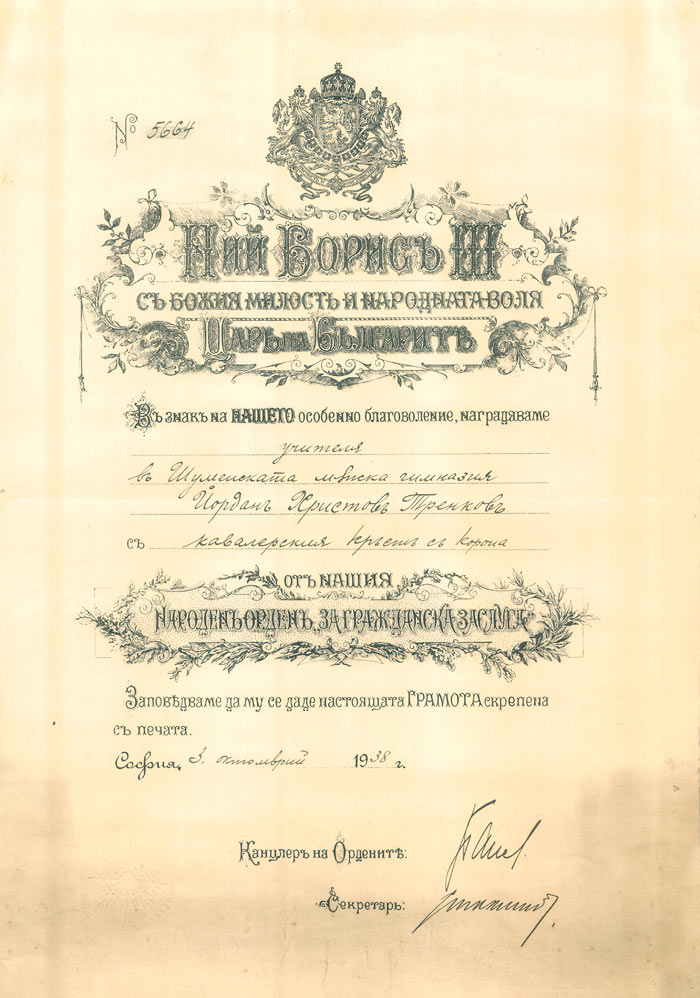
Osvědčení o udělení Královského řádu za občanské zásluhy
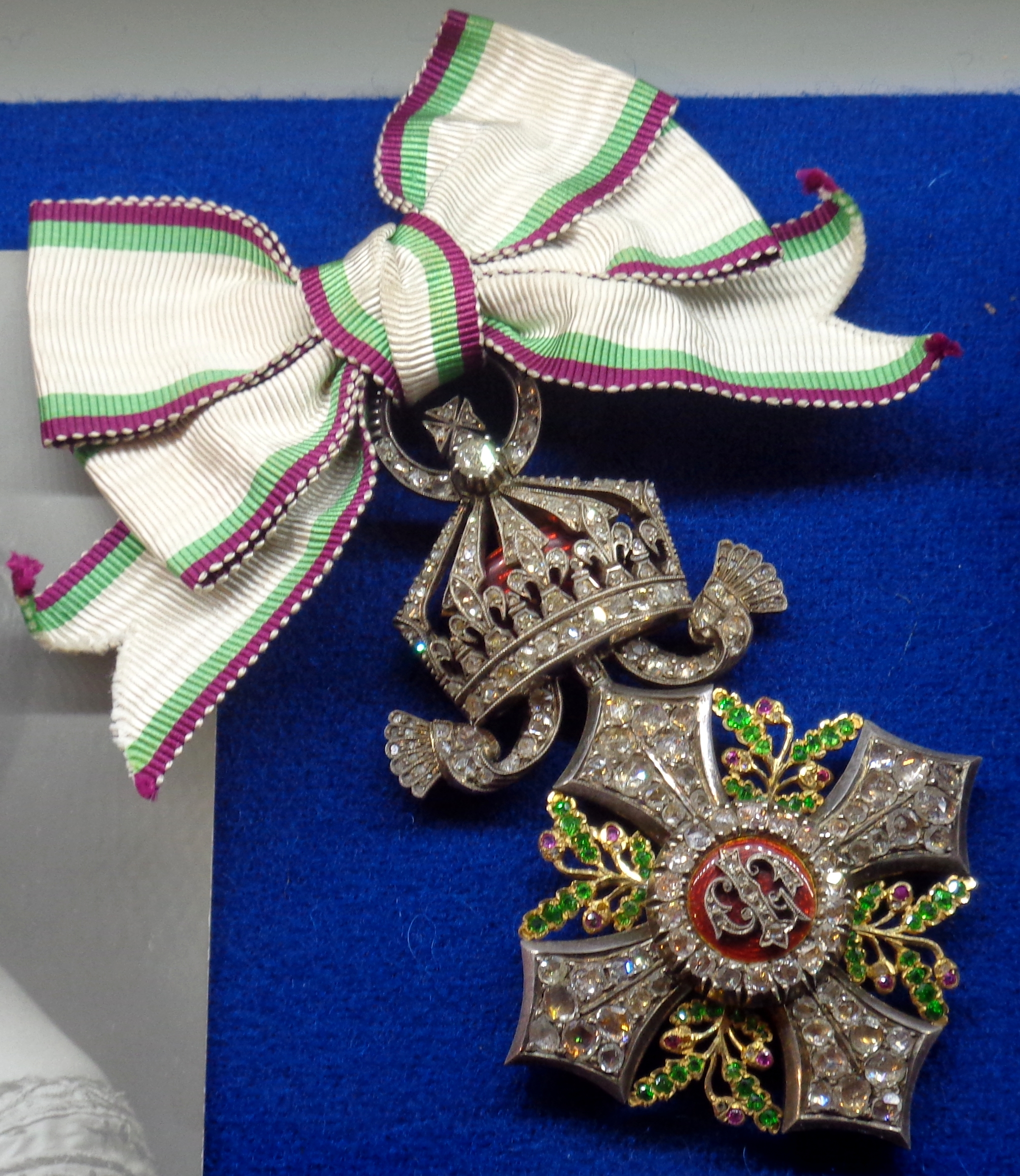
Řádový odznak s diamanty, ženská verze
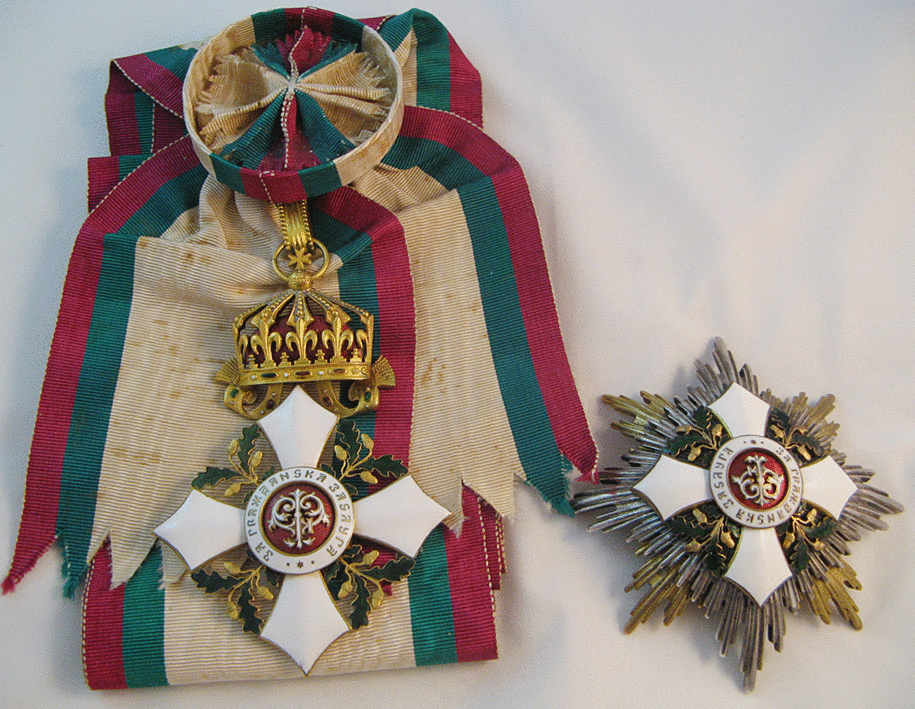
Řád I. třídy z let 1908–1918

## Třídy
Do roku 1933 byl udílen ve čtyřech řádných třídách a náležel k němu i záslužný kříž. V roce 1933 byla přidána třída velkokříže a od té doby až do zrušení řádu by udílen v pěti řádných třídách a nadále k němu náležel i záslužný kříž. Od roku 1908 mohly být nejvyšší tři třídy udíleny i s diamanty, které byly symbolem mimořádných zásluh. Ženám byl řád udílen ve třech třídách.
- velkokříž – Řádový odznak se nosil na široké stuze spadající z pravého ramene na levý bok. Osmicípá řádová hvězda se nosila nalevo na hrudi.
- velkodůstojník – Řádový odznak se nosil na stuze kolem krku. Čtyřcípá řádová hvězda se nosila nalevo na hrudi.
- komtur – Řádový odznak se nosil na stuze kolem krku. Řádová hvězda této třídě již nenáležela.
- důstojník – Řádový odznak se nosil na stužce s rozetou nalevo na hrudi.
- rytíř – Řádový odznak se nosil na stužce bez rozety nalevo na hrudi.
  - s korunou
  - bez koruny
- záslužný kříž – Kříž se nosil na stužce bez rozety nalevo na hrudi.
  - s korunou
  - bez koruny